# Manota pacifica
Manota pacifica är en tvåvingeart som beskrevs av Edwards 1928. Manota pacifica ingår i släktet Manota och familjen svampmyggor. Inga underarter finns listade i Catalogue of Life.